# Ilis (ort)
Ilis (azerbajdzjanska: Hilis, armeniska: K’ilis, Քիլիս, ryska: Илис, azerbajdzjanska: İlis, armeniska: Հիլիս, azerbajdzjanska: Qarakötük) är en ort i Azerbajdzjan.   Den ligger i distriktet Xocalı Rayonu, i den centrala delen av landet, 280 km väster om huvudstaden Baku. Ilis ligger 909 meter över havet och antalet invånare är 172.
Terrängen runt Ilis är kuperad, och sluttar österut. Närmaste större samhälle är Stepanakert, 16,1 km söder om Ilis. 
Trakten runt Ilis består till största delen av jordbruksmark. Runt Ilis är det ganska glesbefolkat, med 27 invånare per kvadratkilometer.